# Nonne-Marie-Syndrom
Das Nonne-Marie-Syndrom geht auf die Neurologen Max Nonne (1861–1959) und Pierre Marie (1853–1940) zurück. Es handelt sich dabei um eine zerebelläre Heredoataxie. Als anatomische Befunde treten Atrophien (Gewebsschwünde) der Hirnrinde auf.
Bei der dominant erblichen Erkrankung zeigen sich Symptome zumeist ab dem 35. Lebensjahr. Kardinalsymptome sind Gang- und Sprechstörungen („Löwenstimme“), Spastik, Hirnnervenstörung und Demenz.